# Ridley Scott
Ridley Scott (ur. 30 listopada 1937 w South Shields) – brytyjski reżyser i producent filmowy.

## Życiorys

### Dzieciństwo i młodość
Urodzony w South Shields w hrabstwie Tyne and Wear (historycznie hrabstwo Durham) jako syn Elizabeth (z domu Williams) i pułkownika Francisa Percy’ego Scottów, Ridley wychowywał się w rodzinie wojskowej. Przez większość czasu jego ojciec, oficer królewskich wojsk inżynieryjnych, był nieobecny. Ze starszym bratem, Frankiem, który wstąpił do marynarki handlowej, Ridley miał słaby kontakt. Rodzina często przeprowadzała się, mieszkając między innymi w Kumbrii, Walii i Niemczech. Po II wojnie światowej rodzina Scottów przeprowadziła się z powrotem do rodzinnej, północno-wschodniej Anglii, ostatecznie osiedlając się w Teesside (którego industrialny krajobraz był inspiracją dla wielu scen w Łowcy androidów).
Ridley uczył się w Grangefield Grammar School, a następnie w West Hartlepool College of Art (1954–1958), uzyskując dyplom z projektowania graficznego. Stopień magistra projektowania graficznego zdobył w elitarnym Royal College of Art (RCA), gdzie studiował w latach 1960–1962. Współtworzył tam magazyn ARK i pomógł w założeniu wydziału filmowego. Na zakończenie nauki nakręcił czarno-biały film krótkometrażowy Chłopiec i rower, w którym zagrali jego ojciec i młodszy brat Tony. Strona wizualna filmu stała się późniejszym znakiem rozpoznawczym jego stylu.

### Początki kariery
Po ukończeniu studiów Scott podjął praktykę w BBC jako scenograf, uczestnicząc w realizacji popularnych seriali: policyjnego Z Cars i fantastycznonaukowego Out of the Unknown. W BBC, zrobił remake filmu Ścieżki chwały jako film krótkometrażowy. Był wówczas wielbicielem Stanleya Kubricka.
Został zatrudniony jako scenograf przy serialu The Daleks, gdzie miał między innymi stworzyć słynne postaci obcych. Jednakże na krótko przed rozpoczęciem pracy z powodu braku czasu został zastąpiony przez Raymonda Cusicka. W BBC Scott wziął udział w programie szkoleniowym dla reżyserów. Przed odejściem ze stacji nakręcił kilka odcinków Z Cars, jego spin-off Softly, Softly i serialu przygodowego Adam Adamant Lives!.
W 1968 roku Ridley Scott z bratem Tonym założyli własne przedsiębiorstwo produkujące filmy i reklamy, o nazwie Ridley Scott Associates (RSA). Pracowali w niej z takimi reżyserami, jak: Alan Parker, Hugh Hudson, Hugh Johnson. W 1973 roku stworzył sugestywną reklamę telewizyjną pt. „Boy on Bike” (lub „Bike Ride”), dla firmy Hovis Ltd. (produkującej mąkę i pieczywo). W ankiecie w 2006 roku została ona uznana za ulubioną reklamę wszech czasów w Wielkiej Brytanii.
Pięciu członków rodziny Scotta to reżyserzy, wszyscy pracowali w RSA. Brat Tony przez dwie dekady był reżyserem odnoszącym sukcesy, synowie Jake i Luke oraz córka Jordan to twórcy reklamówek.

### Znane filmy

#### Pojedynek
Pojedynek był pierwszym filmem nakręconym przez Scotta. Wyprodukowany w Europie, otrzymał nagrodę za najlepszy debiut reżyserski na MFF w Cannes w 1977 roku, ale w USA okazał się kasową klapą. Film rozgrywa się w czasach wojen napoleońskich i opowiada historię dwóch oficerów huzarów – D’Huberta i Ferauda (granych przez Keitha Carradine’a i Harvey Keitela). Ich kłótnia z powodu drobnego incydentu zmienia się w gorzki i bolesny zatarg trwający przez kilkanaście lat, spleciony z większym konfliktem będącym tłem wydarzeń. Film chwalono za autentyzm mundurów i militariów czasów Napoleona, a także za odtworzenie metod fechtunku z początków XIX wieku, co było zasługą choreografa walk Williama Hobbsa. Film jest niemal wierną adaptacją opowiadania Josepha Conrada (Józefa Konrada Korzeniowskiego) o tym samym tytule.

#### Obcy – ósmy pasażer Nostromo
Kasowa porażka Pojedynku splotła się z sukcesem Alana Parkera. Scott przyznał, że przez tydzień był chory z zazdrości. Scott początkowo zamierzał zrealizować kolejną adaptację Tristana i Izoldy, ale po obejrzeniu Gwiezdnych wojen dostrzegł nowe możliwości w filmach z bogatymi efektami specjalnymi. Dlatego przyjął posadę reżysera filmu Obcy – ósmy pasażer Nostromo, przełomowego horroru SF z 1979 roku, dzięki któremu stał się rozpoznawalny na całym świecie. Film był kręcony w 1978 roku, ale scenografia, wizualna atmosfera i nacisk na realizm uczyniły z Obcego dzieło ponadczasowe.

#### Łowca androidów
Po roku pracy nad filmową adaptacją Diuny i nagłej śmierci brata Franka, Ridley nakręcił filmową adaptację powieści Philipa Dicka Czy androidy śnią o elektrycznych owcach?. Mimo udziału Harrisona Forda i znakomicie przyjętej muzyki Vangelisa, film okazał się kasową klapą 1982 roku i szybko zdjęto z kin. Notatki Scotta posłużyły wytwórni Warner Bros. do stworzenia w 1991 roku wersji reżyserskiej, w której usunięto narrację z offu i zmieniono zakończenie. Scott osobiście nadzorował cyfrowe odnowienie Łowcy androidów i stworzył wersję ostateczną. Film wraz z powieścią Williama Gibsona Neuromancer uznawany jest za początek nurtu cyberpunku.

#### Reklama Apple Macintosha1984
W 1984 roku Scott nakręcił telewizyjną reklamę o nazwie 1984 napisaną przez Steve’a Haydena i Lee Clowa, wyprodukowaną przez firmę TBWA\Chiat\Day. Była ona pełna aluzji do powieści George’a Orwella Rok 1984. Zagrali w niej Anya Major jako bezimienna bohaterka i David Graham jako Wielki Brat. Reklamę pokazano w USA 22 stycznia 1984 podczas trzeciej kwarty meczu finałowego Super Bowl. Zaprezentowała po raz pierwszy markę Macintosh.

#### Legenda
W 1985 r. Scott nakręcił Legendę, film fantasy wyprodukowany przez Arnona Milchana. Nie mając doświadczenia w filmowych baśniach, Scott postanowił stworzyć film w świecie czarów, księżniczek i goblinów. W filmie zagrali Tom Cruise (Jack, główny bohater), Mia Sara (księżniczka Lily) i Tim Curry (Pan Ciemności). Seria problemów, zarówno z okresu zdjęciowego, m.in. zniszczenie lasu przez ogień, jak i w postprodukcji (głównie nadmiar montażu i zastąpienie oryginalnej muzyki Jerry’ego Goldsmitha kompozycjami Tangerine Dream) opóźniły premierę filmu. W rezultacie Legenda zebrała słabe recenzje.

### 1987–2000
Pragnąc kasowego sukcesu i szacunku krytyki, która widziała w nim komercyjnego filmowca tworzącego fantastyczne ujęcia z nikłą treścią, Scott zdecydował się odłożyć filmy SF i fantasy, aby uniknąć zaszufladkowania. Zaczął tworzyć realistyczne, dojrzałe thrillery. Były to: Osaczona z Tomem Berengerem, Lorraine Bracco i Mimi Rogers w rolach głównych z 1987 roku oraz Czarny deszcz z Michaelem Douglasem i Andym Garcią z 1989 roku, częściowo kręcony w Tokio i Osace. Oba filmy odniosły umiarkowany sukces kasowy.
Thelma i Louise, z Geeną Davis i Susan Sarandon, okazał się wielkim hitem i naprawił reputację Scotta. Jego kolejny film 1492. Wyprawa do raju był jednak mniej popularny. Była to efektowna wizualnie historia Krzysztofa Kolumba. Ale film okazał się kasową klapą i Scott nie nakręcił kolejnego filmu przez 4 lata.
W 1995 roku Ridley i Tony utworzyli firmę Scott Free Productions w Los Angeles oraz kupili kontrolny pakiet brytyjskich Shepperton Studios, które w 2001 roku połączyły się z Pinewood Studios, tworząc The Pinewood Studios Group, z główną siedzibą w Buckinghamshire, w Anglii. Jego późniejsze filmy, jak: Sztorm i G.I. Jane, były produkowane pod szyldem Scott Free.
Scott i jego brat od 2005 do 2010 roku byli producentami Wzoru dla CBS – serialu kryminalnego o genialnym matematyku, który pomaga FBI rozwiązywać zagadki kryminalne.

### Gladiatori dalsze prace
Ogromny sukces filmu Gladiator ożywił gatunek filmu miecza i sandałów. Scott nakręcił następnie Hannibala, sequel Milczenia owiec Jonathana Demme’a. W 2001 roku stworzył film wojenny Helikopter w ogniu, który ustabilizował jego pozycję jako reżysera odnoszącego artystyczne i kasowe sukcesy.
W 2003 roku Scott wyreżyserował Naciągaczy adaptację powieści Erica Garcii z Nicolasem Cage’em, Samem Rockwellem i Alison Lohman. Film zebrał pozytywne recenzje i odniósł umiarkowany sukces kasowy. W 2005 roku stworzył międzynarodową produkcję Królestwo niebieskie opowiadającą o wyprawach krzyżowych, gdzie świadomie łączył historię z aktualnymi wydarzeniami. Rząd Maroka wysłał swoją kawalerię jako statystów do scen batalistycznych.
Niezadowolony z kinowej wersji filmu Scott nadzorował wersję reżyserską Królestwa Niebieskiego, która została wydana na DVD w 2006 roku.

### Dobry rok,Amerykański gangster,W sieci kłamstwiRobin Hood
Scott znów połączył siły z aktorem Russellem Crowe, reżyserując Dobry rok, na podstawie bestsellerowej powieści. Film miał premierę 10 listopada 2006 roku. Rupert Murdoch, prezes News Corporation i współwłaściciel studia 20th Century Fox (które produkowały film) odrzucił Dobry rok na spotkaniu akcjonariuszy na kilka dni przed premierą.
Następnym projektem reżyserskim Scotta był film American Gangster, przedstawiający historię króla narkotykowego światka Franka Lucasa. Był trzecim reżyserem, który miał zrealizować projekt po tym, jak zrezygnowali Antoine Fuqua i Terry George. Denzel Washington i Benicio del Toro byli początkowo obsadzeni w głównych rolach w filmie, który miał powstać według pierwotnego scenariusza Stevena Zailliana pod roboczym tytułem Tru Blu. Obydwaj aktorzy otrzymali stawki w wysokości 20 i 15 mln dolarów, ale produkcja stanęła w miejscu. Po odejściu George’a, Scott przejął projekt na początku 2006 roku. Poprosił Zailliana o napisanie scenariusza od nowa, skupiając się na dynamice między Frankiem Lucasem i Richiem Robertsem. Washington powrócił z powrotem do projektu jako Lucas, a Robertsa zagrał Russell Crowe. Film miał swoją premierę w listopadzie 2007 roku, zebrał pozytywne recenzje i odniósł kasowy sukces. Pod koniec 2008 roku Scott zrealizował thriller szpiegowski W sieci kłamstw, ponownie zatrudniając Crowe’a, a także Leonardo DiCaprio. Film w dniu premiery odniósł umiarkowany sukces i spotkał się z mieszanymi recenzjami. Scott nakręcił kolejną wersję opowieści o Robin Hoodzie nazwaną Robin Hood z Russellem Crowe i Cate Blanchett w rolach głównych. Film miał premierę w USA 14 maja 2010 roku.

## Podejście i styl
Scott był początkowo uważany za reżysera wymagającego, trudnego, niechętnego do współpracy z ekipą, ale z biegiem czasu stał się bardziej otwarty na pomysły pochodzące od aktorów. Na przykład w czasie pracy nad filmem Thelma i Louise wysłuchał rad Susan Sarandon, jak rozegrać niektóre sceny, a Russell Crowe w jednym ze swoich komentarzy stwierdził: Lubię być na planie u Scotta, bo aktorzy mogą grać [...] i główny nacisk jest na ich grę.
Jego styl wizualny, charakteryzujący się dbałością o szczegóły scenograficzne i innowacyjnym, tworzącym atmosferę oświetleniem, miał duży wpływ na kolejne pokolenia filmowców. Scott często stosuje wolne tempo akcji pomiędzy kluczowymi scenami, te z kolei charakteryzuje bardzo dynamiczny montaż, np. w Obcym i Blade Runnerze. Sheila Benson, krytyk gazety Los Angeles Times, nazwała ten drugi „Blade Crawler”, bo jest tak cholernie wolny. Inną stosowaną przez niego techniką jest umiejętne posługiwanie się dźwiękiem lub muzyką do budowania napięcia, jak w Obcym, gdzie zastosowano syk pary, sygnał komputera i hałas maszyn statku kosmicznego.

### Elementy powtarzające się w filmach Scotta
- Silne postacie kobiece.
- Niektóre filmy pokazują silny konflikt między ojcem a synem, kończący się zabiciem tego pierwszego, czy to przez samego syna (Łowca androidów, Gladiator), czy też sceną śmierci ojca, obserwowaną przez syna (Królestwo Niebieskie). Władca Ciemności w Legendzie również wspomina swojego ojca w kilku scenach. W Gladiatorze syn tuli ojca pozornie jako wyraz miłości, ale uścisk kończy się duszeniem i śmiercią ojca. Podobna scena jest w Łowcy androidów.
- Scott wykorzystuje przestrzeń miasta dla wzmocnienia przekazu (np. futurystyczne Los Angeles w Łowcy androidów, Osaka w Czarnym deszczu, Jerozolima w Królestwie Niebieskim, czy Rzym w Gladiatorze).
- W Gladiatorze, Łowcy androidów i Królestwie Niebieskim syn poznaje swojego ojca, gdy jest dorosły. Inne wspólne elementy to brak matki i to, że syn lub ojciec są często obserwowani tuż przed śmiercią. Np. Roy Batty umiera, gdy ratuje Deckarda, Maximus umiera po zabiciu Kommodusa, a Godfrey z Ibelin zabija kilku wrogów po tym, jak został śmiertelnie ranny strzałą. Ponadto główny bohater jest ratowany od śmierci przed dokonaniem ważnego czynu: Deckard jest ocalony przez Rachel, Maximus przez niewolnika, Balian przez muzułmańskiego wroga. Podobna sytuacja pojawia się w filmie Tony’ego Scotta Człowiek w ogniu.
- Motyw wojska i oficerów odzwierciedlający karierę jego ojca, jak w G.I. Jane, Helikopterze w ogniu i Królestwie Niebieskim.
- Podobnie jak Stanley Kubrick, Scott jest znany z robienia licznych dubli. Wsławił się tym zwłaszcza podczas realizacji Łowcy androidów.
- Często wykorzystuje muzykę klasyczną (reklamy firmy Hovis, Osaczona).
- Lubi współpracować ze stałymi kompozytorami: Jerry Goldsmith (Obcy, Legenda), Vangelis (Łowca androidów, 1492: Wyprawa do raju), Hans Zimmer (Czarny deszcz, Thelma i Louise, Gladiator, Hannibal, Helikopter w ogniu, Naciągacze), Marc Streitenfeld (Dobry rok, Amerykański gangster, W sieci kłamstw, Robin Hood, Prometheus), Harry Gregson-Williams (Królestwo Niebieskie, Prometheus, Exodus: Gods and Kings, Marsjanin. Scott dwa razy użył utworów Stinga w napisach końcowych filmów: „Valparaíso” do Sztormu oraz „Someone to Watch Over Me” do Osaczonej.

## Nagrody i nominacje
Ridley Scott był czterokrotnie nominowany do Oscara – trzykrotnie za reżyserię (Thelma i Louise, Gladiator, Helikopter w ogniu) oraz jednokrotnie za najlepszy film (Marsjanin). Scott zdobył również 5 nominacji do Złotych Globów, co przełożyło się na jedną wygraną statuetkę za film Marsjanin w kategorii „najlepszy film komediowy lub musical”. W 2003 roku otrzymał tytuł szlachecki.

## Odznaczenia
- Kawaler Krzyża Wielkiego Orderu Imperium Brytyjskiego (2023)[13]

## Filmografia
- 1965 – Chłopiec na rowerze (Boy and Bicycle) (film krótkometrażowy)
- 1977 – Pojedynek (The Duellists)
- 1979 – Obcy – ósmy pasażer Nostromo (Alien)
- 1982 – Łowca androidów (Blade Runner)
- 1985 – Legenda (Legend)
- 1987 – Osaczona (Someone to Watch Over Me)
- 1989 – Czarny deszcz (Black Rain)
- 1991 – Thelma i Louise (Thelma & Louise)
- 1992 – 1492. Wyprawa do raju (1492: Conquest of Paradise)
- 1996 – Sztorm (White Squall)
- 1997 – G.I. Jane
- 2000 – Gladiator
- 2001 – Hannibal
- 2001 – Helikopter w ogniu (Black Hawk Down)
- 2003 – Naciągacze (Matchstick Men)
- 2005 – Królestwo niebieskie (Kingdom of Heaven)
- 2006 – Dobry rok (A Good Year)
- 2007 – Amerykański gangster
- 2008 – W sieci kłamstw (Body of Lies)
- 2010 – Robin Hood
- 2012 – Prometeusz (Prometheus)
- 2013 – Adwokat (The Counselor)
- 2014 – Exodus: Bogowie i królowie (Exodus: Gods and Kings)
- 2015 – Marsjanin (The Martian)
- 2017 – Obcy: Przymierze (Alien: Covenant)
- 2017 – Wszystkie pieniądze świata (All the Money in the World)
- 2021 – Ostatni pojedynek (The Last Duel)
- 2021 – Dom Gucci (House of Gucci)
- 2023 – Napoleon
- 2024 – Gladiator II

## Życie prywatne
Jego partnerką była aktorka Giannina Facio, która grała we wszystkich jego filmach od czasów Sztormu z wyjątkiem American Gangster. Dzielił swój czas między domami w Londynie, Francji i Los Angeles. Jego młodszy brat Tony (1944–2012) również był reżyserem (Top Gun, Gliniarz z Beverly Hills II), lecz popełnił samobójstwo w 2012 roku.